# Florestina pedata
Florestina pedata là một loài thực vật có hoa trong họ Cúc. Loài này được (Cav.) Cass. mô tả khoa học đầu tiên năm 1820.